# Hermann Krackowizer

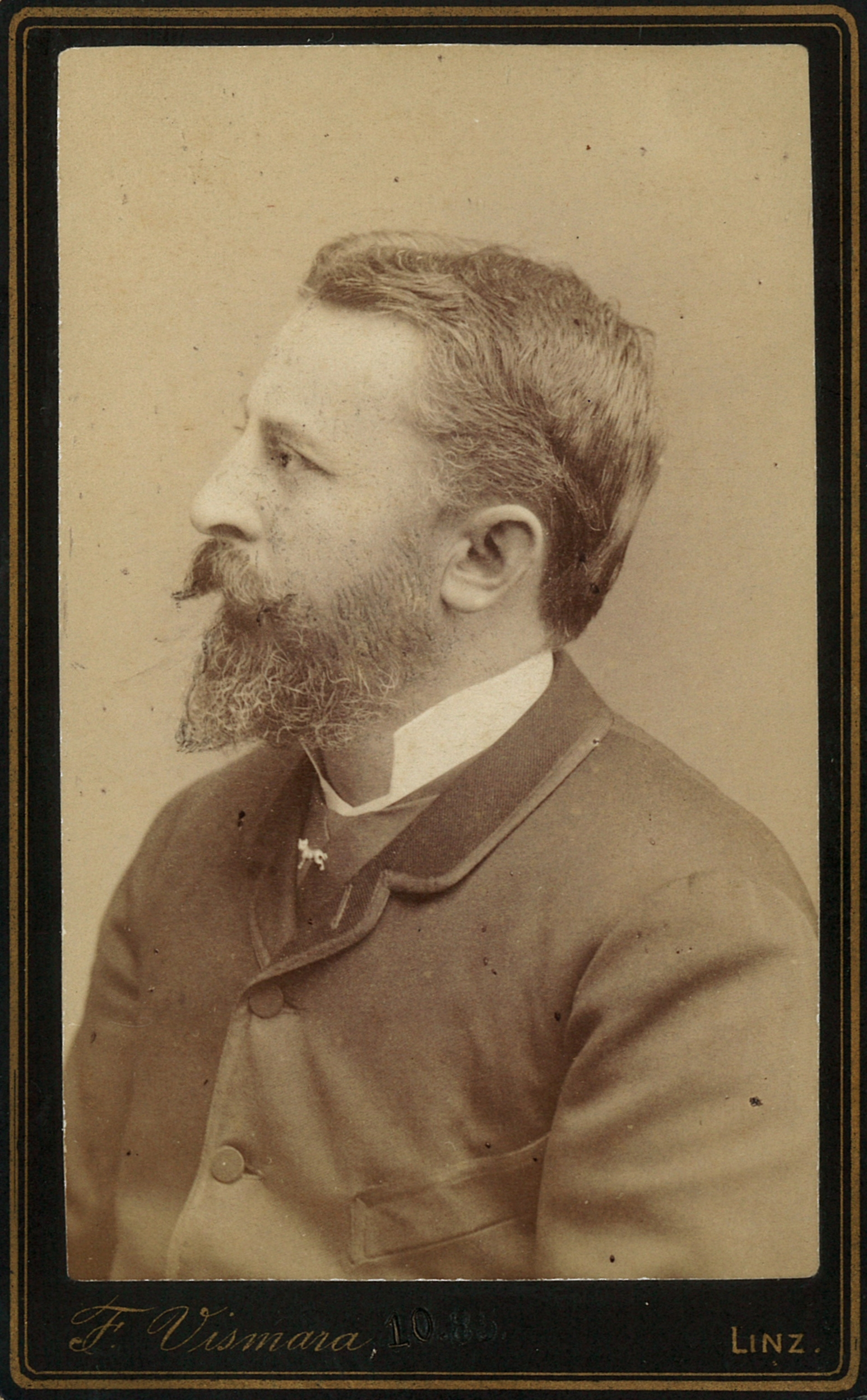
Hermann Krackowizer (1885)

Hermann Krackowizer (* 18. August 1846 in Wels; † 19. Mai 1914 in Linz) war ein österreichischer Architekt.
Krackowizer besuchte nach der Oberrealschule in Linz die Technischen Hochschulen in Karlsruhe (1864–66) und Stuttgart (1866/67). Anschließend war er als Ingenieur der Rudolfsbahn tätig. Von 1870 bis 1872 war er Mitarbeiter und Bauleiter von Otto Thienemann, von 1872 bis 1874 Chefarchitekt der Militärbaugesellschaft in Wien. Danach war er selbständig tätig, ab 1884 in Linz. Hier wurde er u. a. mit der Bauführung des Landesmuseums Francisco Carolinum, der Sparkasse und des Kaufmännischen Vereinshauses beauftragt.
Hermann Krackowizer war ein Bruder des oberösterreichischen Landesarchivdirektors Ferdinand Krackowizer.

## Werke

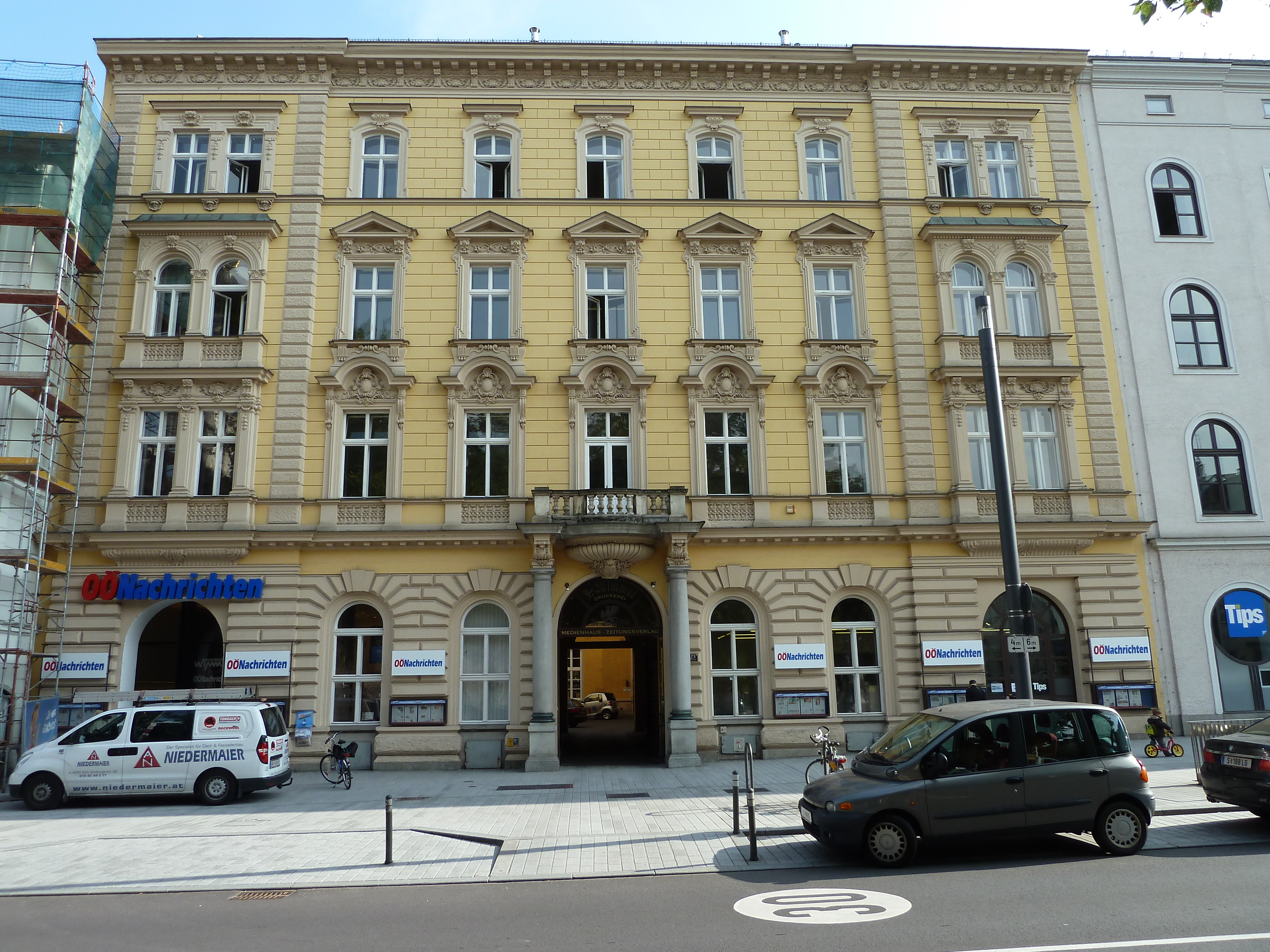
Zeitungshaus, Linz, Promenade 23

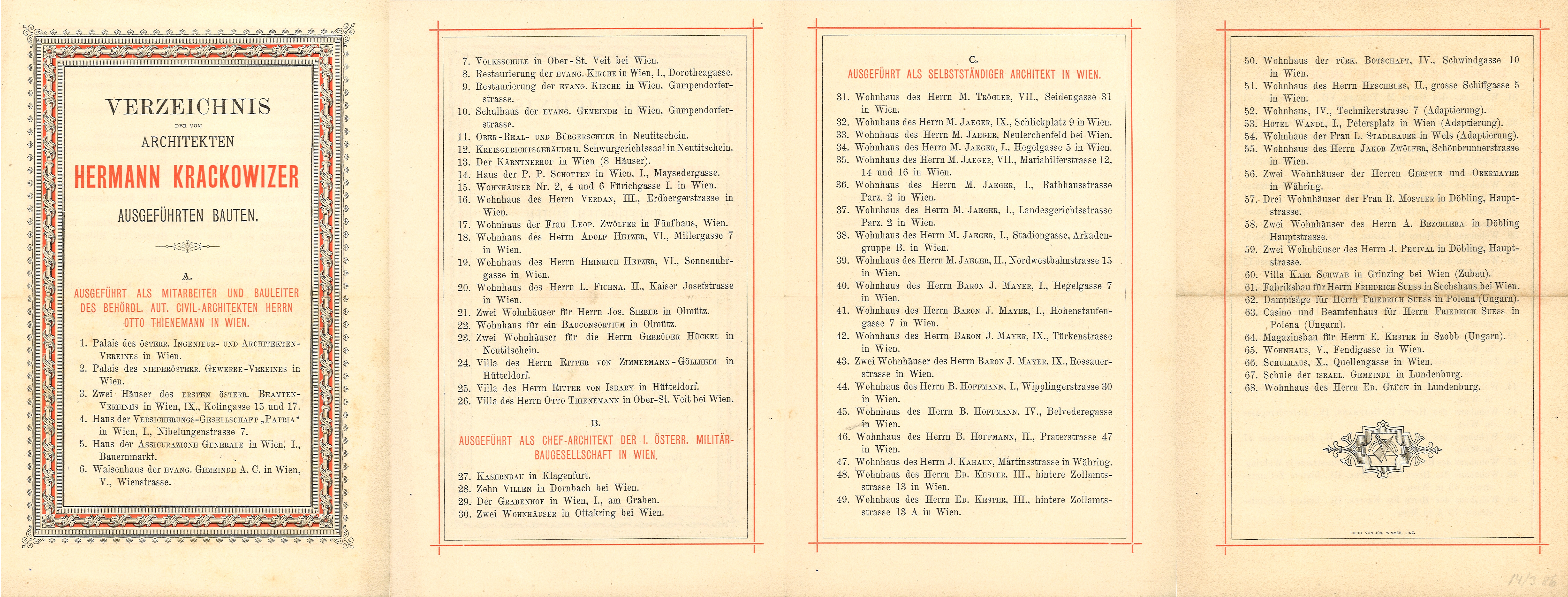
Verzeichnis der von Hermann Krackowizer ausgeführten Bauten (1886)

- Oberösterreichisches Landesmuseum Francisco-Carolinum, Linz (Bauleitung)
- Palais Kaufmännischer Verein, Linz (gemeinsam mit Ignaz Scheck)
- Zeitungshaus, Linz, Promenade 23
- Armen-Versorgungshaus, Linz – Spallerhof
- Villa Mayr, Linz, Schweizerhausgasse
- Brunnen am Taubenmarkt, Linz
- Stiftsgymnasium Kremsmünster
- Gymnasium Freistadt
- Schulgebäude, Wels, Herrengasse